# 勒穆耶
勒穆耶（法語：Remouillé，法語發音：[ʁəmuje] ⓘ）是法国大西洋卢瓦尔省的一个市镇，位于该省东南部，属于南特区。

## 地理
勒穆耶（47°3'20"N, 1°22'37"W）面积21.38 平方千米，位于法国卢瓦尔河地区大区大西洋卢瓦尔省，该省份为法国西北部沿海省份，位于布列塔尼半岛东南部，北起伊勒-维莱讷省，西北接莫尔比昂省，西临大西洋，南至旺代省，东临曼恩-卢瓦尔省。
与勒穆耶接壤的市镇（或旧市镇、城区）包括：曼恩河畔艾格勒弗耶、拉普朗什、圣伊莱尔德克利松、圣吕米纳德克利松、维埃耶维涅、蒙泰居旺代。

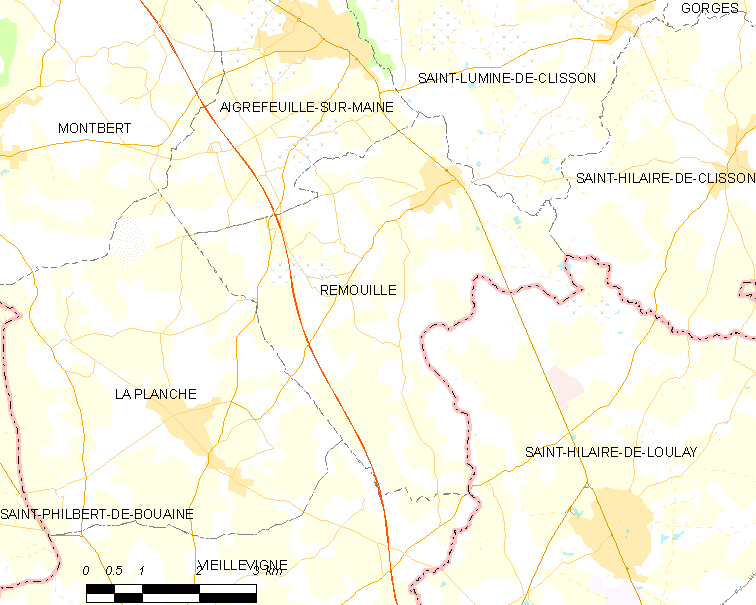
勒穆耶的OSM定位图

勒穆耶的时区为UTC+01:00、UTC+02:00（夏令时）。

## 行政
勒穆耶的邮政编码为44140，INSEE市镇编码为44142。

## 政治
勒穆耶所属的省级选区为克利松县。

## 人口

1962-2008年间勒穆耶人口变化图示

勒穆耶于2022年1月1日时的人口数量为1932人。